# Small Five
È noto come Small Five o S-5 un gruppo di Stati membri dell'ONU che partecipa ai negoziati intergovernativi sulla questione dell'equa rappresentanza e dell'allargamento dei membri del Consiglio di Sicurezza.
I membri di small five attualmente sono:
- Costa Rica
- Giordania
- Liechtenstein
- Singapore
- Svizzera

Nel dibattito sulla riforma della Carta e del Consiglio di sicurezza delle Nazioni Unite il gruppo propone:
- la messa in atto delle misure per migliorare il metodo di lavoro delineato dallo stesso CdS con la nota presidenziale S/2006/507 del 19 luglio 2006;
- un ruolo di maggior rilievo per i Paesi che contribuiscono maggiormente, in termini finanziari e militari, alle missioni di pace dell'ONU;
- un accesso migliore agli organi istituzionali per i Paesi più interessati;
- un miglioramento del sistema delle sanzioni, da rendere effettivo attraverso meccanismi di controllo su persone ed enti sanzionati;
- rinuncia spontanea al veto nei casi concernenti genocidio e violazione del diritto umanitario. [1]